# Чолоки
Чоло́ки (груз. ჩოლოქი) — небольшая река в Грузии. Название, скорее всего, происходит от тур. çöllük: 'сухой, маловодный'. Длина реки — 30 км.
Образует границу между автономной республикой Аджария и краем Гурия севернее города Кобулети. Протекает в западном направлении и впадает в реку Натанеби у её устья в Чёрном море. В низовье характер реки равнинный.
В XIX столетии являлась границей между Турцией и Российской империей. Во время Крымской войны с турками, 4 июня 1854 года, 13-тысячная группировка войск российской армии под командованием генерал-лейтенанта князя Ивана Малхазовича Андронникова (Андроникашвили) обратила в бегство 35-тысячный корпус оттоманских войск Селима-паши на левом берегу реки Чолоки, захватив всю артиллерию (15 орудий), 35 знамён и значков, три лагеря со всем имуществом, парками и магазинами. За победу на Чолоки, Андронников был награждён орденом св. Александра Невского.
Другой военный эпизод на этой реке произошел 6 апреля 1918 года, когда Грузинская Национальная Гвардия под командованием генерал-лейтенанта Георгия Мазниашвили дала отпор наступавшим туркам.
Автодорожный мост через р. Чолоки, который являлся важным связующим звеном между Аджарией и остальными частями Грузии, был взорван 2 мая 2004 года по приказу тогдашних лидеров автономии. Глава правительства Аджарии Аслан Абашидзе объяснил что взрыв мостов в приграничном с Кобулети районе был «превентивной мерой направленной против возможных попыток центральных грузинских властей применить военную силу в отношении автономии».